# Triaenodes torresianus
Triaenodes torresianus là một loài Trichoptera trong họ Leptoceridae. Chúng phân bố ở miền Australasia.